# R.M.O. (ciclismo)
La R.M.O., abbreviazione di Relation Main de Oeuvre, è stata una squadra maschile francese di ciclismo su strada, attiva nel professionismo dal 1986 al 1992. I principali successi ottenuti furono la Parigi-Roubaix 1991 con Marc Madiot, 2 Grand Prix de Ouest-France (nel 1989 con Jean-Claude Colotti e nel 1992 con Ronan Pensec), le classifiche generali del Tour de Romandie 1990 e del Critérium du Dauphiné Libéré 1992 (entrambe con Charly Mottet), oltre 6 tappe al Tour de France (2 nel 1990 e 4 nel 1991) ed una frazione al Giro d'Italia 1990.

## Cronistoria

### Annuario
| Anno | Codice | Nome               | Cat. | Biciclette | Dirigenza                                                            |
| ---- | ------ | ------------------ | ---- | ---------- | -------------------------------------------------------------------- |
| 1986 | -      | R.M.O.-Méral-Mavic | Pro  | Méral      | Dir. sportivi: Bernard Thévenet, Jean Claude Vallaeys                |
| 1987 | -      | R.M.O.-Méral-Mavic | Pro  | Méral      | Dir. sportivi: Bernard Thévenet, Jean Claude Vallaeys, Pierre Rivory |
| 1988 | -      | R.M.O.-Méral-Mavic | Pro  | Méral      | Dir. sportivi: Bernard Vallet, Jacques Michaud, Roger Aguilanin      |
| 1989 | -      | R.M.O.             | Pro  | Liberia    | Dir. sportivi: Bernard Vallet, Jacques Michaud, Christian Rumeau     |
| 1990 | -      | R.M.O.             | Pro  | Liberia    | Dir. sportivi: Bernard Vallet, Christian Rumeau                      |
| 1991 | -      | R.M.O.             | Pro  | Liberia    | Dir. sportivi: Bruno Roussel, Christian Rumeau                       |
| 1992 | -      | R.M.O.             | Pro  | Gitane     | Dir. sportivi: Jacques Michaud, Bruno Roussel, Christian Rumeau      |

## Palmarès

### Grandi Giri
- Giro d'Italia

Partecipazioni: 1 (1990)
Vittorie di tappa: 1
1 nel 1990: Charly Mottet
Vittorie finali: 0
Altre classifiche: 0
- Tour de France

Partecipazioni: 7 (1986, 1987, 1988, 1989, 1990, 1991, 1992)
Vittorie di tappa: 4
2 nel 1990: Charly Mottet, Thierry Claveyrolat
4 nel 1991: Charly Mottet (2), Mauro Ribeiro, Thierry Claveyrolat
Vittorie finali: 0
Altre classifiche: 1
Classifica scalatori: Thierry Claveyrolat (1990)
- Vuelta a España

Partecipazioni: 2 (1989, 1991)
Vittorie di tappa: 0
Vittorie finali: 0
Altre classifiche: 0

### Classiche monumento
- Parigi-Roubaix: 1

1991: (Madiot)